# Szerbőc
Szerbőc (1898-ig Szvrbicz, szlovákul Svrbice) község Szlovákiában, a Nyitrai kerület Nagytapolcsányi járásában.

## Fekvése
Nagytapolcsánytól 10 km-re délnyugatra fekszik.

## Története
1268-ban "Surbich" alakban említik először. 1317-ben "Zerbuch", 1399-ben "Zerbecz" néven szerepel a korabeli forrásokban. Királyi birtok, majd a 14. századtól nemesi családoké volt. A 16. században a Nyáry családé, 1650-ben a Goszthonyiaké és a Sándor családé, a 18. században pedig a Bossányiak tulajdona. 1715-ben szőlőskertje és 15 háza volt. 1787-ben 29 házában 164 lakos élt. 1828-ban 20 házát 209-en lakták. Lakói mezőgazdasággal, szőlőtermesztéssel, mészégetéssel foglalkoztak. Később a mezőgazdaság került előtérbe.
Fényes Elek szerint "Szvrbicz, (Szorbicze), tót falu, Nyitra vmegyében, Galgóczhoz 1 1/2 órányira: 246 kath. lak. F. u. többen."
Nyitra vármegye monográfiája szerint "Szvrbicz, a galgóczi hegységnek a Vágvölgyre dülő oldalán fekvő tót falu, 183 r. kath. vallásu lakossal. Postája Felső-Attrak, táviró- és vasúti állomása Pöstyén. A község a XIII. században királyi birtok volt. 1317-ben Szerbucs (Zerbuch) név alatt említtetik. Későbbi földesurai a Nyáryak voltak."
A trianoni békeszerződésig Nyitra vármegye Galgóci járásához tartozott.

## Népessége
| Év:            | 1994. | 2004.    | 2014.   | 2024.   |
| -------------- | ----- | -------- | ------- | ------- |
| Emberek száma: | 232   | 208      | 199     | 194     |
| Eltérés:       |       | -10,34 % | -4,32 % | -2,51 % |

| Év:            | 2023. | 2024.   |
| -------------- | ----- | ------- |
| Emberek száma: | 192   | 194     |
| Eltérés:       |       | +1,04 % |

1910-ben 219, túlnyomórészt szlovák lakosa volt.
2001-ben 213 lakosából 209 szlovák volt.
2011-ben 209 lakosából 206 szlovák.

## Nevezetességei
Szűz Mária tiszteletére szentelt római katolikus temploma 1957-ben épült.

## Külső hivatkozások
- E-obce.sk Archiválva 2008. december 16-i dátummal a Wayback Machine-ben
- Községinfó[halott link]
- Szerböc Szlovákia térképén[halott link]